# They stood up for love
They stood up for love is een nummer van de Amerikaanse band Live en was het derde en laatste nummer van hun album The distance to here dat als single werd uitgegeven.
Het nummer kwam op 17 juni 2000 binnen in de Vlaamse Ultratop 50 en bereikte op 22 juli de nummer 1-positie, die het voor twee weken behield. Het stond in totaal 19 weken in de Ultratop 50 en was een van de tien meest verkochte singles van 2000 in Vlaanderen. In de Nederlandse Mega top 100 bereikte het nummer de 44e plaats.
| They stood up for love in de Vlaamse Ultratop 50 - binnen: 17 juni 2000 | They stood up for love in de Vlaamse Ultratop 50 - binnen: 17 juni 2000 | They stood up for love in de Vlaamse Ultratop 50 - binnen: 17 juni 2000 | They stood up for love in de Vlaamse Ultratop 50 - binnen: 17 juni 2000 | They stood up for love in de Vlaamse Ultratop 50 - binnen: 17 juni 2000 | They stood up for love in de Vlaamse Ultratop 50 - binnen: 17 juni 2000 | They stood up for love in de Vlaamse Ultratop 50 - binnen: 17 juni 2000 | They stood up for love in de Vlaamse Ultratop 50 - binnen: 17 juni 2000 | They stood up for love in de Vlaamse Ultratop 50 - binnen: 17 juni 2000 | They stood up for love in de Vlaamse Ultratop 50 - binnen: 17 juni 2000 | They stood up for love in de Vlaamse Ultratop 50 - binnen: 17 juni 2000 | They stood up for love in de Vlaamse Ultratop 50 - binnen: 17 juni 2000 | They stood up for love in de Vlaamse Ultratop 50 - binnen: 17 juni 2000 | They stood up for love in de Vlaamse Ultratop 50 - binnen: 17 juni 2000 | They stood up for love in de Vlaamse Ultratop 50 - binnen: 17 juni 2000 | They stood up for love in de Vlaamse Ultratop 50 - binnen: 17 juni 2000 | They stood up for love in de Vlaamse Ultratop 50 - binnen: 17 juni 2000 | They stood up for love in de Vlaamse Ultratop 50 - binnen: 17 juni 2000 | They stood up for love in de Vlaamse Ultratop 50 - binnen: 17 juni 2000 | They stood up for love in de Vlaamse Ultratop 50 - binnen: 17 juni 2000 | They stood up for love in de Vlaamse Ultratop 50 - binnen: 17 juni 2000 |
| Week                                                                    | 1                                                                       | 2                                                                       | 3                                                                       | 4                                                                       | 5                                                                       | 6                                                                       | 7                                                                       | 8                                                                       | 9                                                                       | 10                                                                      | 11                                                                      | 12                                                                      | 13                                                                      | 14                                                                      | 15                                                                      | 16                                                                      | 17                                                                      | 18                                                                      | 19                                                                      |                                                                         |
| ----------------------------------------------------------------------- | ----------------------------------------------------------------------- | ----------------------------------------------------------------------- | ----------------------------------------------------------------------- | ----------------------------------------------------------------------- | ----------------------------------------------------------------------- | ----------------------------------------------------------------------- | ----------------------------------------------------------------------- | ----------------------------------------------------------------------- | ----------------------------------------------------------------------- | ----------------------------------------------------------------------- | ----------------------------------------------------------------------- | ----------------------------------------------------------------------- | ----------------------------------------------------------------------- | ----------------------------------------------------------------------- | ----------------------------------------------------------------------- | ----------------------------------------------------------------------- | ----------------------------------------------------------------------- | ----------------------------------------------------------------------- | ----------------------------------------------------------------------- | ----------------------------------------------------------------------- |
| Nummer                                                                  | 31                                                                      | 25                                                                      | 5                                                                       | 3                                                                       | 2                                                                       | 1                                                                       | 1                                                                       | 2                                                                       | 3                                                                       | 3                                                                       | 5                                                                       | 5                                                                       | 6                                                                       | 9                                                                       | 11                                                                      | 16                                                                      | 19                                                                      | 34                                                                      | 37                                                                      | uit                                                                     |

| Nummer | 66 | 44 | 47 | 54 | 53 | 58 | 62 | 69 | 74 | 74 | 79 | uit |